# Planaise
Planaise este o comună în departamentul Savoie din sud-estul Franței. În 2009 avea o populație de 518 de locuitori.

## Evoluția populației
| An        | 1975 | 1982 | 1990 | 1999 | 2006 | 2009 |
| --------- | ---- | ---- | ---- | ---- | ---- | ---- |
| Populație | 225  | 245  | 326  | 356  | 405  | 518  |